# Elizabeth Henreid
Elizabeth Henreid (28 de agosto de 1928 - São Paulo, São Paulo, 27 de dezembro de 2006) foi uma atriz brasileira.
Iniciou sua carreira no Teatro Brasileiro de Comédia, sob a direção de Adolfo Celi, em 1949, na peça Luz de Gás. Participou de outras memoráveis encenações naquela companhia, como Volpone, de Ben Johnson, em 1955.
Na televisão, trabalhou em telenovelas como Livre Para Voar (1985), Deus nos Acuda (1992) e Os Ossos do Barão (1997).
No cinema, trabalhou no filme O Pão Que o Diabo Amassou (1958). 
A saúde de Elizabeth já estava debilitada desde agosto de 2006, quando sofreu quatro paradas cardíacas, decorrentes do Mal de Alzheimer.
Foi casada com o também falecido diretor teatral Ruy Afonso.

## Carreira

### Na televisão
| Ano  | Título                  | Personagem   | Notas                       |
| ---- | ----------------------- | ------------ | --------------------------- |
| 1997 | Os Ossos do Barão       | Clélia       |                             |
| 1992 | Deus Nos Acuda          | Minouche     | Participação Especial       |
| 1985 | Livre Para Voar         | Dona Xida    | [ 3 ]                       |
| 1985 | Tamanho Família         | Dona Eulália |                             |
| 1982 | Nem Rebeldes, nem Fiéis | —            |                             |
| 1961 | A Muralha               | —            |                             |
| 1957 | Grande Teatro Tupi      | —            | Episódio: "Pancada de Amor" |

### No cinema
| Ano  | Título                    | Personagem |
| ---- | ------------------------- | ---------- |
| 1957 | O Pão Que o Diabo Amassou | Ana        |
| 1951 | Colar de Coral            | —          |

## Teatro[4]
- 1985 - Este Mundo É um Hospício
- 1972 - Jesus Cristo Superstar
- 1960 - O Anjo de Pedra
- 1959 - Alô... 5499
- 1958 - Um Panorama Visto da Ponte
- 1957/1958 - Rua São Luiz, 27 - 8º Andar
- 1957 - Os Interesses Criados
- 1957 - As Provas de Amor
- 1956 - Manouche
- 1956 - Eurydice
- 1956 - O Sedutor
- 1955 - Volpone
- 1955 - Santa Marta Fabril S. A.
- 1953 - Improviso
- 1953 - Week-end
- 1952 - Antígone
- 1952 - Inimigos Íntimos
- 1952 - O Mentiroso
- 1952 - Diálogo de Surdos
- 1951 - A Dama das Camélias
- 1951 - Ralé
- 1951 - O Grilo da Lareira
- 1951 - Convite ao Baile
- 1951 - Seis Personagens à Procura de um Autor
- 1950 - Do Mundo Nada Se Leva
- 1950 - O Banquete
- 1950 - O Anjo de Pedra
- 1950 - A Importância de Ser Prudente
- 1950 - A Ronda dos Malandros
- 1950 - Os Filhos de Eduardo
- 1949 - O Mentiroso
- 1949 - Ele
- 1949 - Luz de Gás